# Langenhorn
|  | Per a altres significats, vegeu «Langenhorn (Nordfriesland)». |

Langenhorn, en baix alemany Langenhoorn  és un barri del bezirk d'Hamburg-Nord a la ciutat estat d'Hamburg a Alemanya. El 2011 tenia 41.459 habitants sobre una superfície de 13,8 km². Es troba al nord de la ciutat entre el Tarpenbek a l'oest, el Raakmoorgraben al sud i la frontera amb Slesvig-Holstein al quarter transfronter d'Ochsenzoll al nord.

## Història

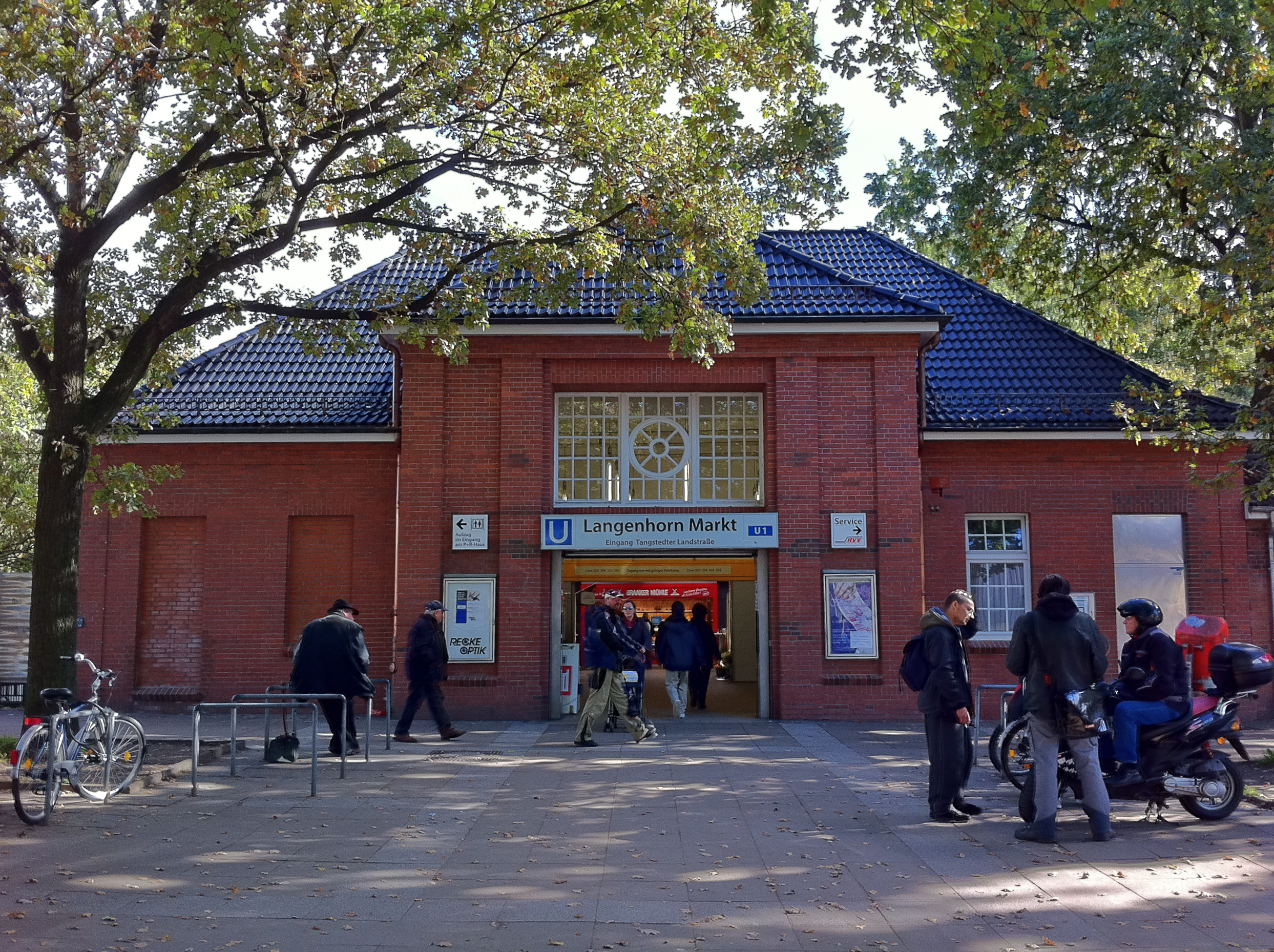
Estació del metro U1 Langenhorn Markt

Una de les primeres mencions del poble Langenhorne data del 1269. El 1283 l'abadia de Reinfeld va cedir els seus drets del poble que tenia 6 masos al comte Gerard de Holstein i Stormarn. El 25 gener de 1332 el comte va vendre'l al ciutadà hamburgués Nicolau vom Berge. D'ara ençà, el territori sempre va quedar part d'Hamburg. L'hospital de Sankt Georg d'Hamburg a poc a poc va adquirir-lo fins que posseïa la totalitat el 1829, quan la ciutat va comprar els drets de l'Hospital per 20.500 marcs d'Hamburg. La ciutat va construir una carretera per a connectar el centre amb la duana d'Ochsenzol, a la frontera amb Holstein. El contraban era una activitat il·lícita de la població molt lucratiu, en memòria de la qual un carreró fronterer porta el nom Schmuggelstieg (en català: carreró del contraban).

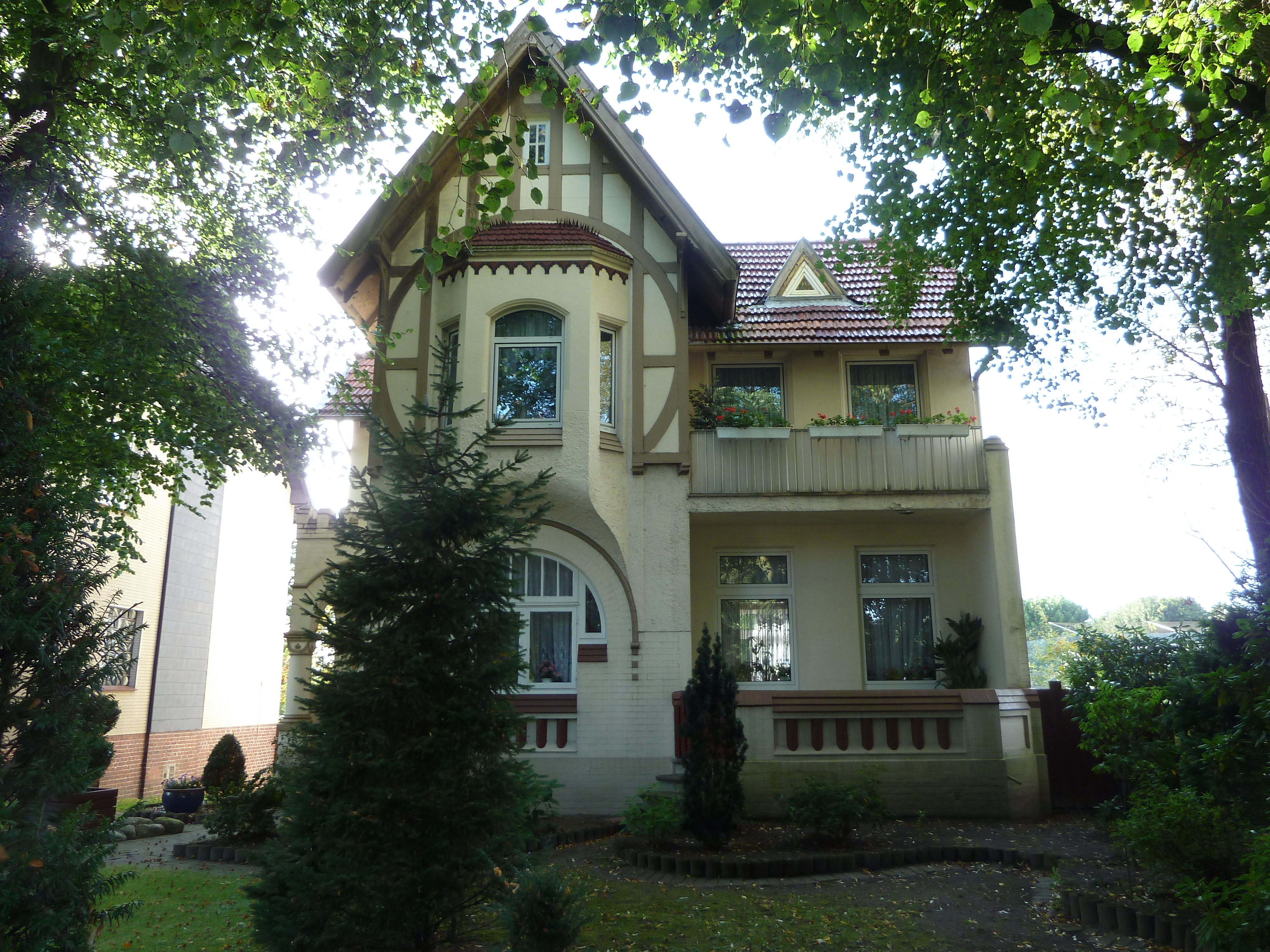
Vil·la modernista

La carretera nova va atreure habitants nous i el 1903 va crear-se una línia de remolc de cavalls cap a la llavors estació terminal de la U1 a Ohlsdorf. La construcció del tram Ohlsdorf-Langenhorn-Ochsenzoll era acabada el 1914, però per causa de la Primera Guerra Mundial el servei només va començar el 1918.
Al llarg de la carretera unes indústries van establir-se el 1937: una fàbrica de cadenes (Hanseatische Kettenwerken) i la fàbrica d'instruments de mesura (MESSA) que de fet secretament fabricaven components militars. Després de la guerra s'hi establí una sucursal de Philips que als anys 1990 va ser transformada en centre de Pimes. A l'entorn d'Ochsenzol un centre hospitaler va crear-se. Totes aquestes activitats i les bones connexions amb el centre de la ciutat van contribuir a la urbanització. Langenhorn esdevingué un barri residencial sense cap agricultura. Per la proximitat de l'aeroport d'Hamburg van construir-se 27 búnquers a la Segona Guerra Mundial que sempre hi són per què derroca'ls és massa costós i difícil. Avui hi queden diversos polígons industrials amb indústries diverses i el centre administratiu del fabricant d'aerogeneradors Nordex. Als anys 1980 va construir-se un centre comercial poc inspirat en l'estil banal i funcionalista típic de l'època que serveix la població creixent del barri. Hom hi troba les mateixes cadenes que es troben a tots els centres comercials. El mercat els dimarts i dissabtes, amb un ventall ample de fruita, verdura, carn i formatge fresquíssims i locals, porta un pessic d'originalitat.

## Llocs d'interès
- El parc natural Raakmoor

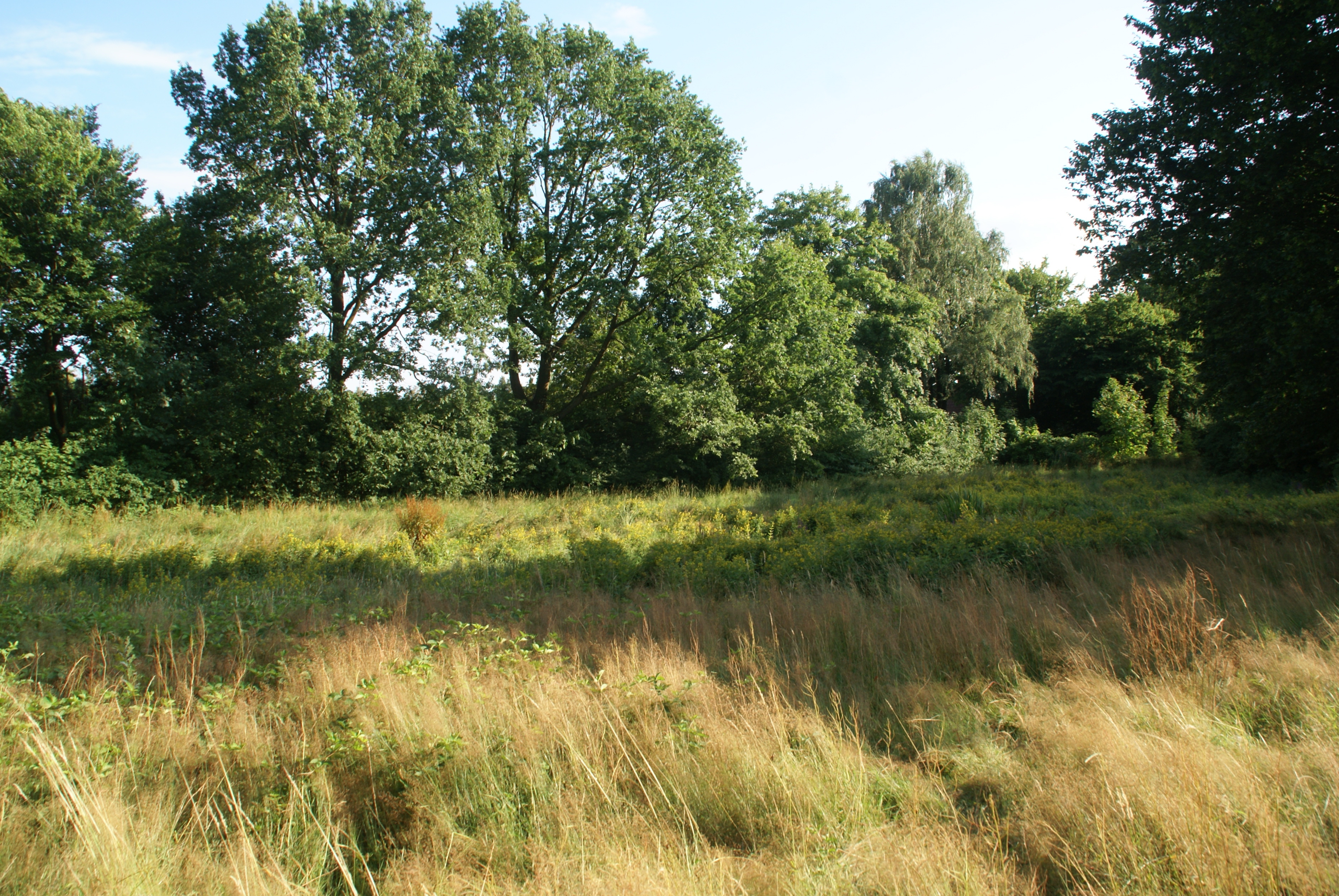
Prats humits al marge del Bornbach

- La urbanització Fritz Schumacher, que porta el nom de l'arquitecte i urbanista que va transformar Hamburg a l'inici del segle XX i revolucionar la ciutat amb els seus conceptes moderns.
- La piscina oberta Naturbad Kiewittsmoor

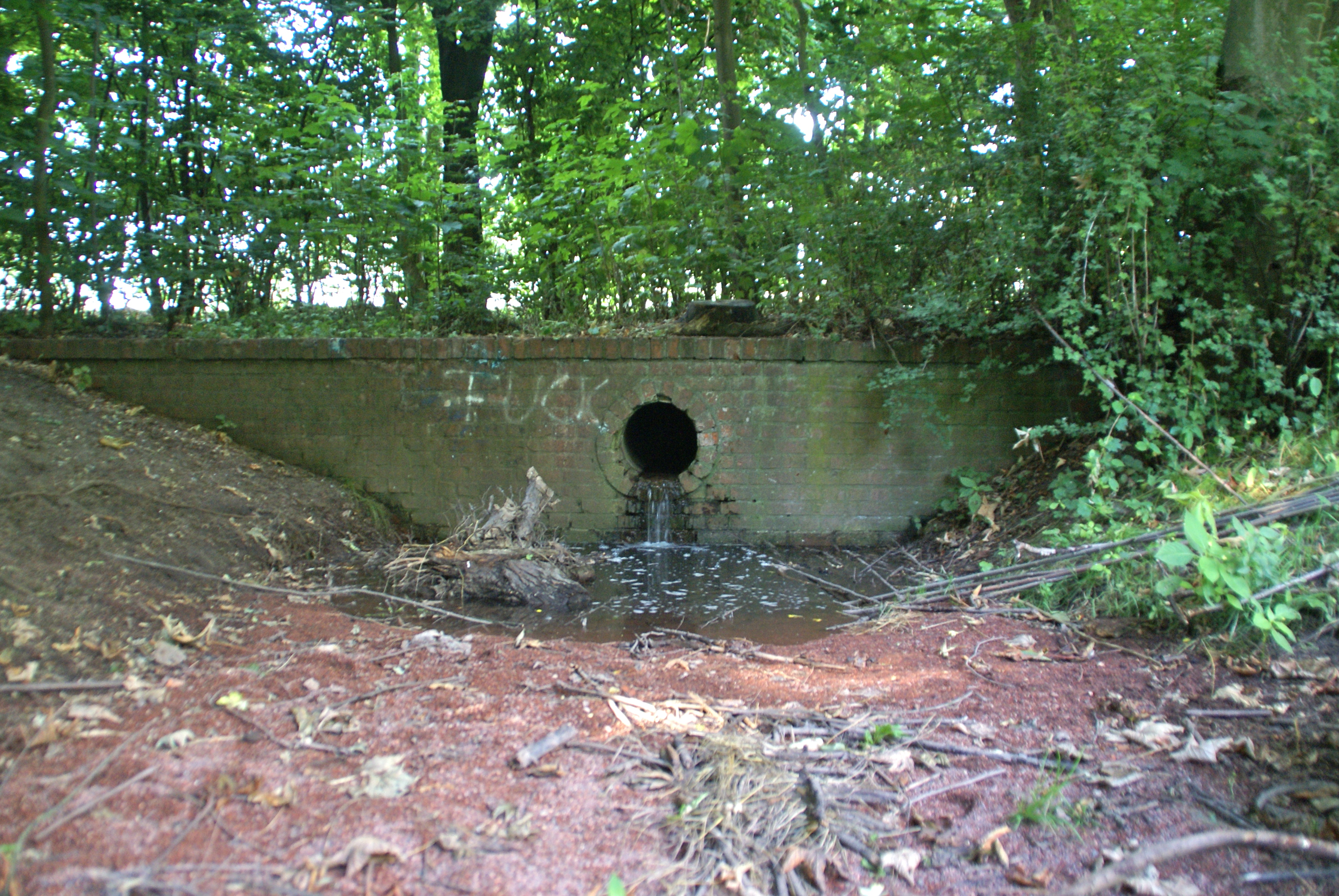
La font del Bornbach a la frontera d'Ochsenzoll entre Langenhorn i Slesvig-Holstein
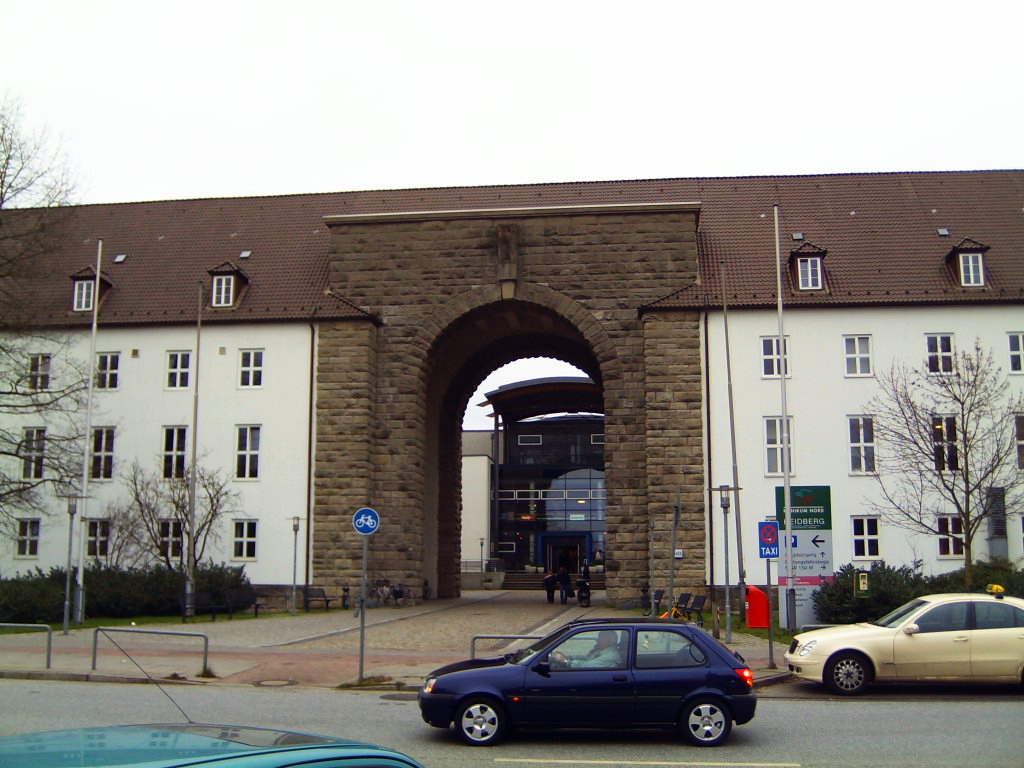
Hospital d'Heidberg (antiga caserna de la SS)
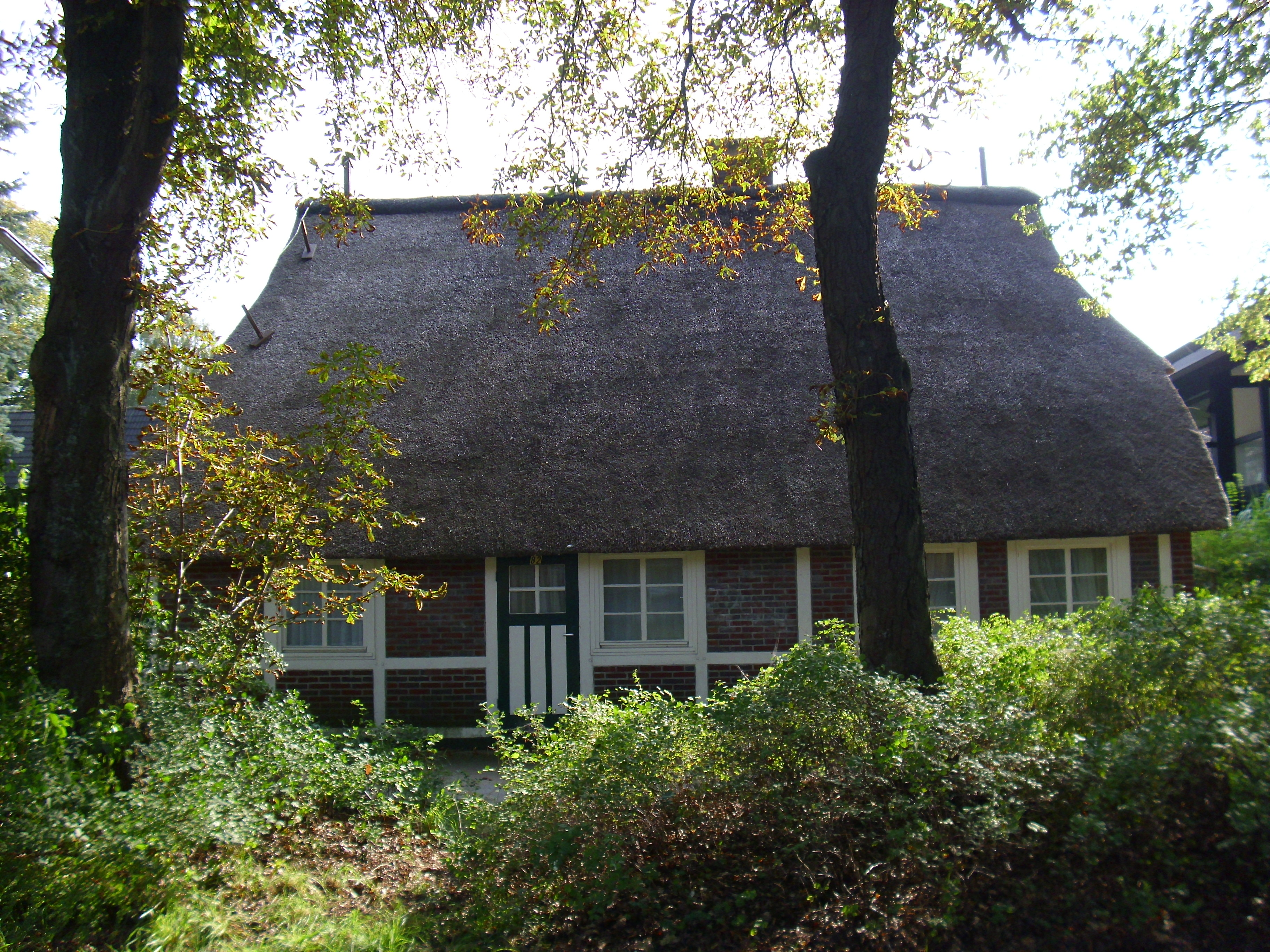
Casa d'entramat de fusta (monument llistat)
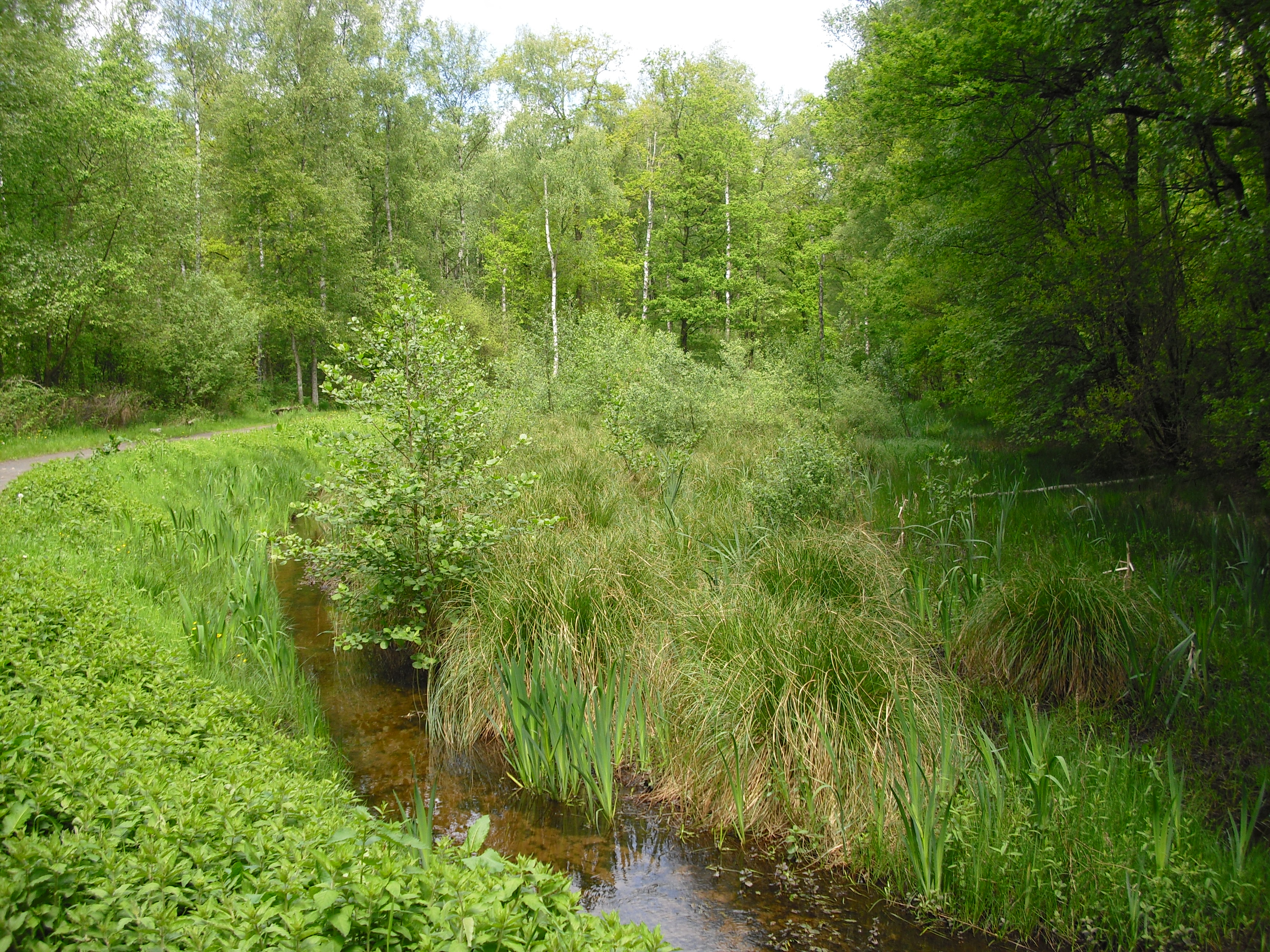
L'aiguamoll Raakmoor
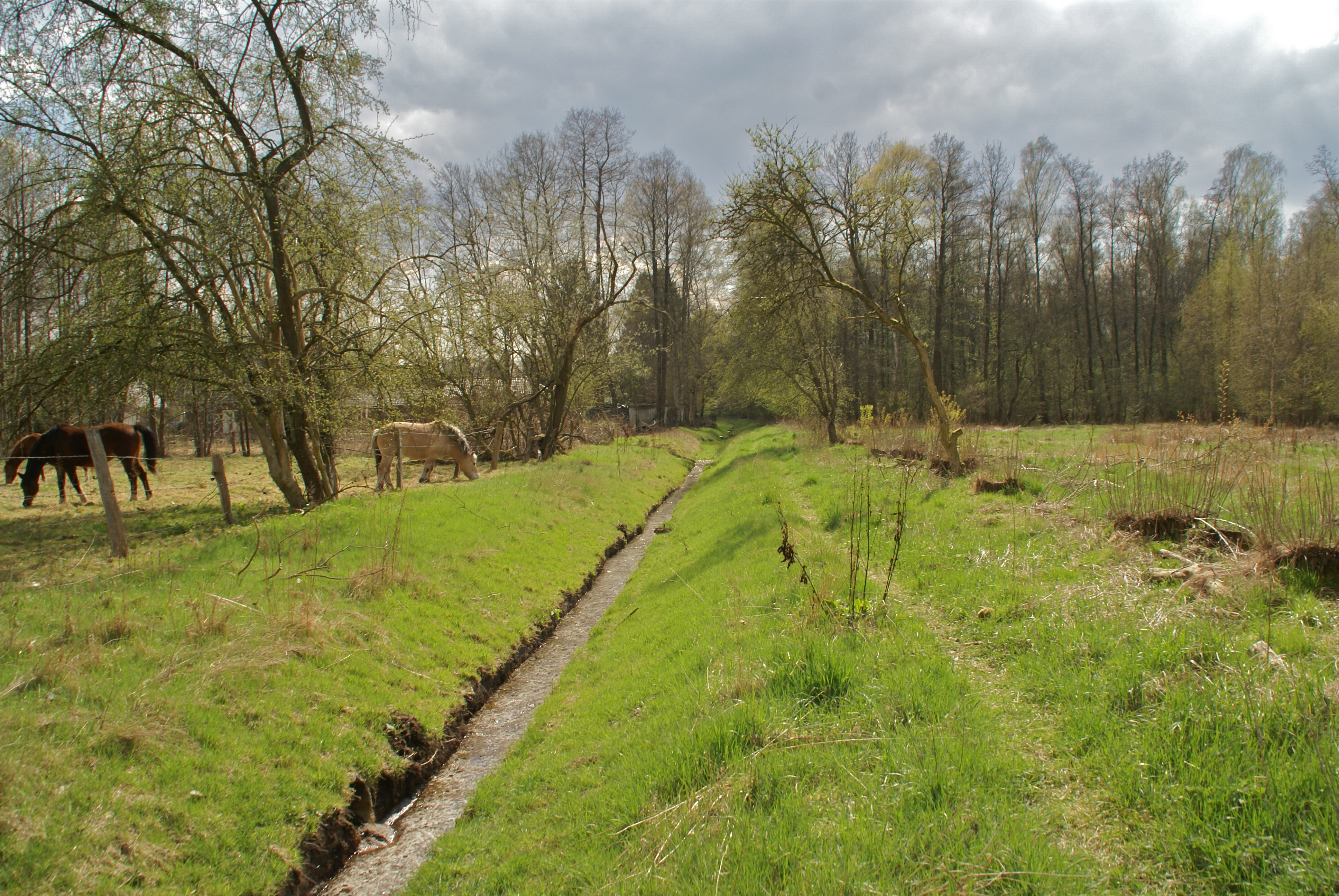
El Westerrodegraben

## Fills predilectes
- Helmut Schmidt (1918-2015), canceller de 1974 a 1982
- Hannelore Glaser (1919-2010), dit Loki Schmidt, biòloga